# Erodium glandulosum
Erodium glandulosum là một loài thực vật có hoa trong họ Mỏ hạc. Loài này được (Cav.) Willd. mô tả khoa học đầu tiên năm 1800.